# Sidang Bandar Anom
Sidang Bandar Anom is een bestuurslaag in het regentschap Mesuji van de provincie Lampung, Indonesië. Sidang Bandar Anom telt 1946 inwoners (volkstelling 2010).